# Verton
Cet article possède des paronymes, voir Verdon, Vernon et Vertou.
Verton est une commune française située dans le département du Pas-de-Calais en région Hauts-de-France. Elle fait partie de la région naturelle du Marquenterre.
La commune fait partie de la communauté d'agglomération des Deux Baies en Montreuillois qui regroupe 46 communes et compte 65 760 habitants en 2021.

## Géographie

### Localisation
Petite commune de l'ouest du Pas-de-Calais, proche du département de la Somme, Verton est limitrophe de la commune de Berck (aire d'attraction) et située, à vol d'oiseau, à 6 km des plages de la Côte d'Opale et à 11 km au sud-ouest de la commune de Montreuil-sur-Mer (chef-lieu d'arrondissement).
Le territoire de la commune est limitrophe de ceux de sept communes.
Les communes limitrophes sont Rang-du-Fliers, Waben, Berck, Conchil-le-Temple, Groffliers, Lépine et Wailly-Beaucamp.

### Géologie et relief

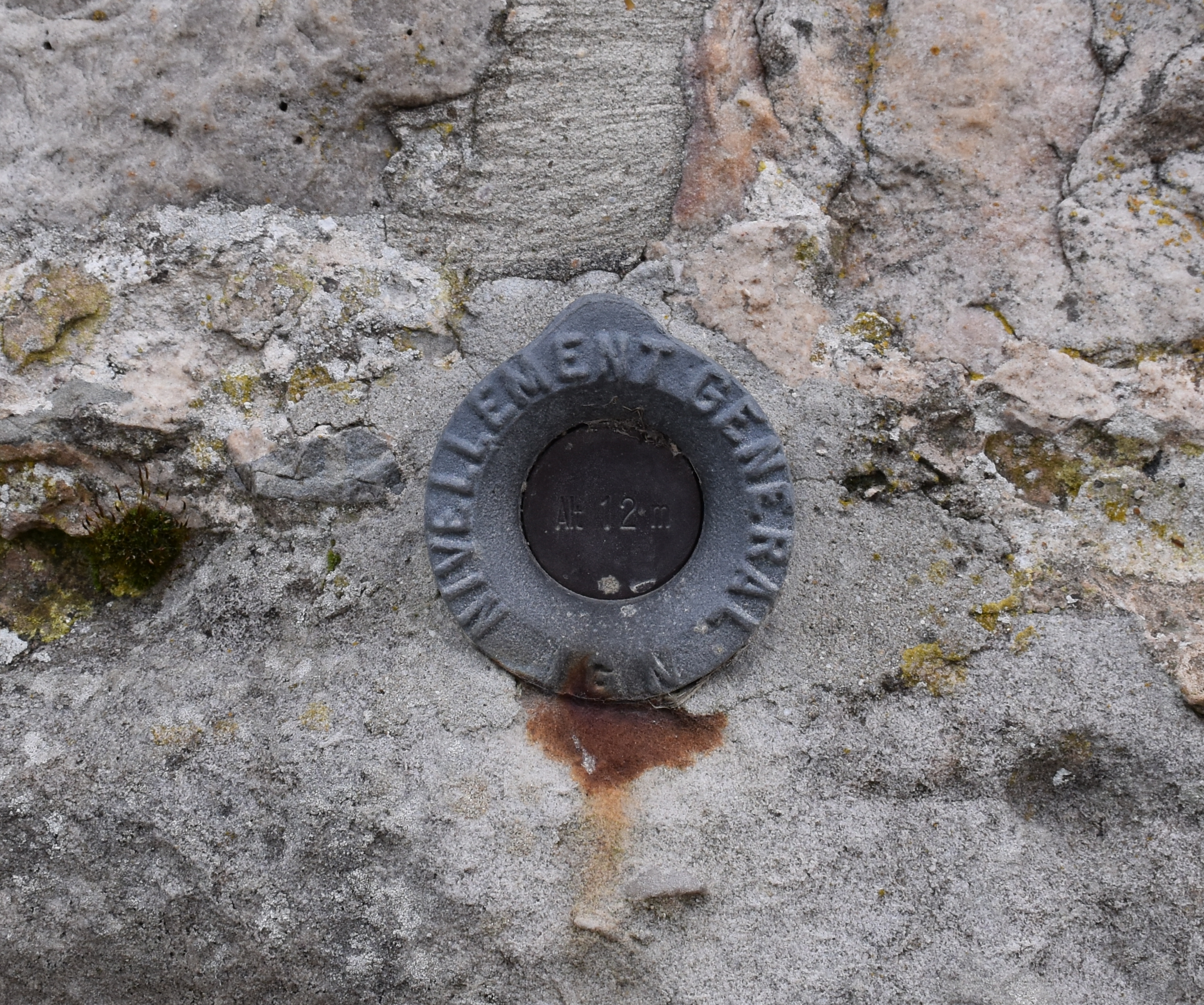
Borne de nivellement sur le mur de l'église - Altitude 12 m.

La superficie de la commune est de 11,06 km2 ; son altitude varie de 2  à   53 mètres.

### Hydrographie

#### Réseau hydrographique
Le territoire de la commune est situé dans le bassin Artois-Picardie.
Le territoire de la commune est traversé par le Fliers, appelé aussi Fliers Branche Droite, canal, chenal et cours d'eau d'une longueur de 9,91 km, qui prend sa source dans la commune d'Airon-Saint-Vaast, et par le ruisseau la course, cours d'eau d'une longueur de 3,45 km, qui prend sa source dans la commune de Verton et se jette dans le Fliers Branche Droite au niveau de la commune de Groffliers.

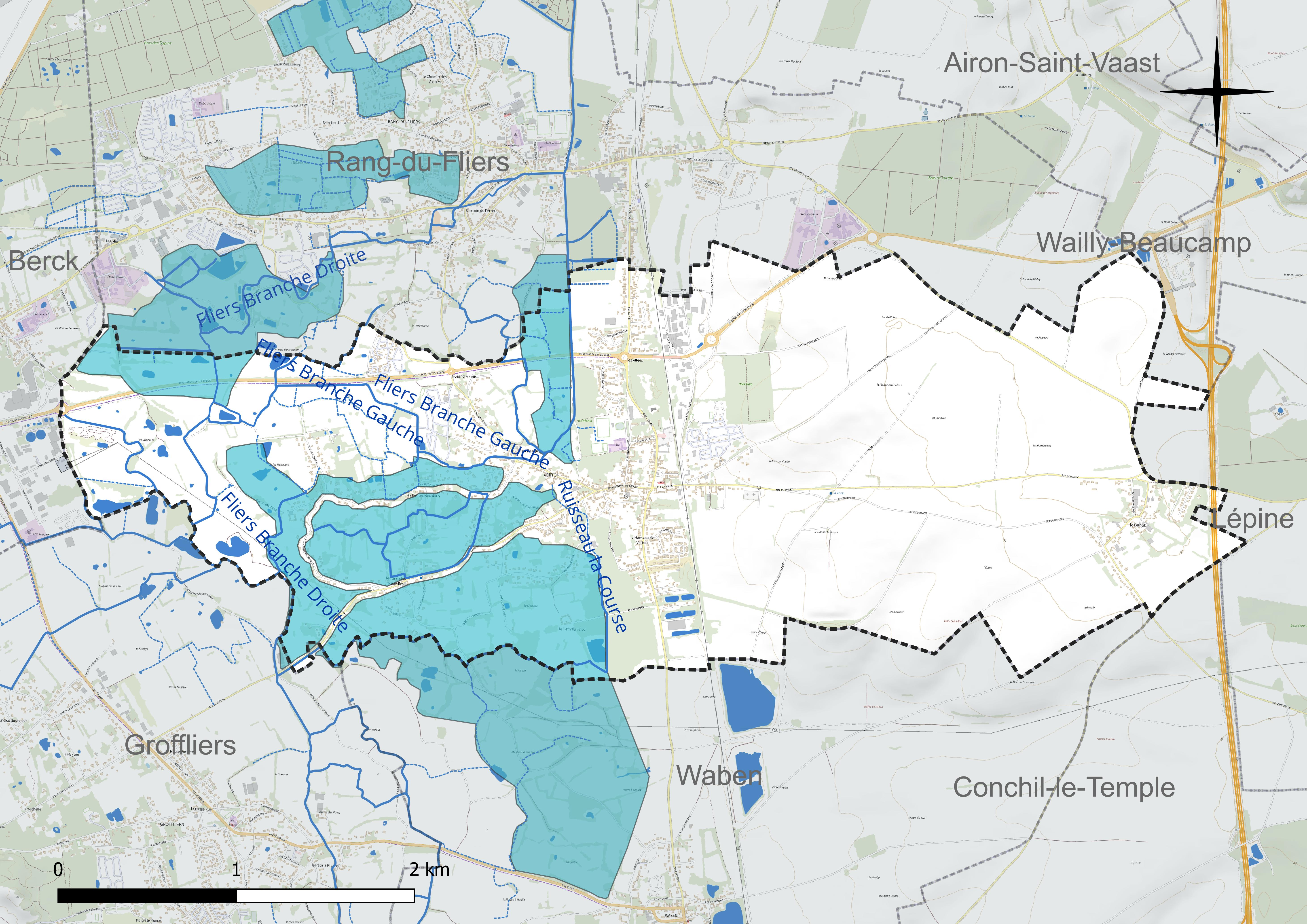
Réseau hydrographique de Verton.

#### Gestion et qualité des eaux
La commune est desservie en eau potable par l'usine de traitement d'eau de Rang-du-Fliers dont l'eau est captée dans un champ, d'une superficie de 2 500 ha (25 km2), situé à Airon-Saint-Vaast.

### Climat
Pour des articles plus généraux, voir Climat des Hauts-de-France et Climat du Pas-de-Calais.
En 2010, le climat de la commune est de type climat océanique franc, selon une étude du CNRS s'appuyant sur une série de données couvrant la période 1971-2000. En 2020, Météo-France publie une typologie des climats de la France métropolitaine dans laquelle la commune est exposée à un climat océanique et est dans la région climatique Côtes de la Manche orientale, caractérisée par un faible ensoleillement (1 550 h/an) ; forte humidité de l’air (plus de 20 h/jour avec humidité relative > 80 % en hiver), vents forts fréquents.
Pour la période 1971-2000, la température annuelle moyenne est de 10,4 °C, avec une amplitude thermique annuelle de 12,6 °C. Le cumul annuel moyen de précipitations est de 842 mm, avec 12,2 jours de précipitations en janvier et 8,1 jours en juillet. Pour la période 1991-2020, la température moyenne annuelle observée sur la station météorologique la plus proche, située sur la commune du Touquet-Paris-Plage à 14 km à vol d'oiseau, est de 11,2 °C et le cumul annuel moyen de précipitations est de 888,8 mm,. Pour l'avenir, les paramètres climatiques de la commune estimés pour 2050 selon différents scénarios d'émission de gaz à effet de serre sont consultables sur un site dédié publié par Météo-France en novembre 2022.

### Paysages
Pour un article plus général, voir Paysage en France.
La commune est située à la jonction de deux paysages tels qu'ils sont définis dans l’atlas de paysages de la région Nord-Pas-de-Calais, conçu par la direction régionale de l'Environnement, de l'Aménagement et du Logement (DREAL), :
- le « paysage du val d’Authie », qui concerne 83 communes, se délimite : au sud, dans le département de la  Somme par le « paysage de l’Authie et du Ponthieu, dépendant de l’atlas des paysages de la Picardie et au nord et à l’est par les paysages du Montreuillois, du Ternois et les paysages des plateaux cambrésiens et artésiens. Le caractère frontalier de la vallée de l’Authie, aujourd’hui entre le Pas-de-Calais et la Somme, remonte au Moyen Âge où elle séparait le royaume de France du royaume d’Espagne, au nord.

Son coteau Nord est net et escarpé alors que le coteau Sud offre des pentes plus douces. À l’Ouest, le fleuve s’ouvre sur la baie d'Authie, typique de l’estuaire picard, et se jette dans la Manche. Avec son vaste estuaire et les paysages des bas-champs, la baie d’Authie contraste avec les paysages plus verdoyants en amont.
L’Authie, entaille profonde du plateau artésien, a créé des entités écopaysagères prononcées avec un plateau calcaire dont l’altitude varie de 100 à 163 m qui s’étend de chaque côté du fleuve. L’altitude du plateau décline depuis le pays de Doullens, à l'est (point culminant à 163 m), vers les bas-champs picards, à l'ouest (moins de 40 m). Le fond de la vallée de l’Authie, quant à lui, est recouvert d’alluvions et de tourbes. L’Authie est un fleuve côtier classé comme cours d'eau de première catégorie où le peuplement piscicole dominant est constitué de salmonidés. L’occupation des sols des paysages de la Vallée de l’Authie est composée pour 70 % en culture ;
- le « paysage des dunes et estuaires d’Opale », qui concerne 23 communes, s’étend le long de la côte sur environ 30 kilomètres, de la baie d’Authie à Équihen-Plage, et sur deux à quatre kilomètres de large. Les paysages des dunes et des estuaires cèdent la place aux abrupts des falaises, au niveau d’Equihen-Plage. Les dunes littorales se sont constituées récemment, depuis le Moyen Âge, et ont envahi le relief intérieur en constituant des dunes plaquées sur les falaises fossiles, spécificité locale. Les résurgences de sources au pied de ces falaises proviennent de la nappe de la craie et sont à l’origine de nombreux ruisseaux et zones humides dans les Bas-Champs, surtout visibles entre Étaples et Rang-du-Fliers.

Ce paysage des dunes et estuaires d’Opale est constitué : d’un peu plus de 40% de dunes et de plages, dont 28 % d’espaces dunaires, dont certains sont boisés comme à Hardelot-Plage et au Touquet-Paris-Plage ; de 22 et 25 % au niveau de la baie d’Authie et des Bas Champs, Bas Champs majoritairement en prairies ; de 20 % par les communes et d’un peu plus de 5 % par les cours d’eau et les marais arrière-littoraux, entre Merlimont et Rang-du-Fliers, comme le marais de Balançon défini réseau Natura 2000.

### Milieux naturels et biodiversité

#### Zone naturelle d'intérêt écologique, faunistique et floristique
L’inventaire des zones naturelles d'intérêt écologique, faunistique et floristique (ZNIEFF) a pour objectif de réaliser une couverture des zones les plus intéressantes sur le plan écologique, essentiellement dans la perspective d’améliorer la connaissance du patrimoine naturel national et de fournir aux différents décideurs un outil d’aide à la prise en compte de l’environnement dans l’aménagement du territoire.
Le territoire communal comprend quatre ZNIEFF de type 1 : les bocages et prairies humides de Verton. Complexe bocager humide tout à fait original associant prairies mésotrophiles à eutrophiles de différents niveaux topographiques avec des mares et des chenaux de drainage

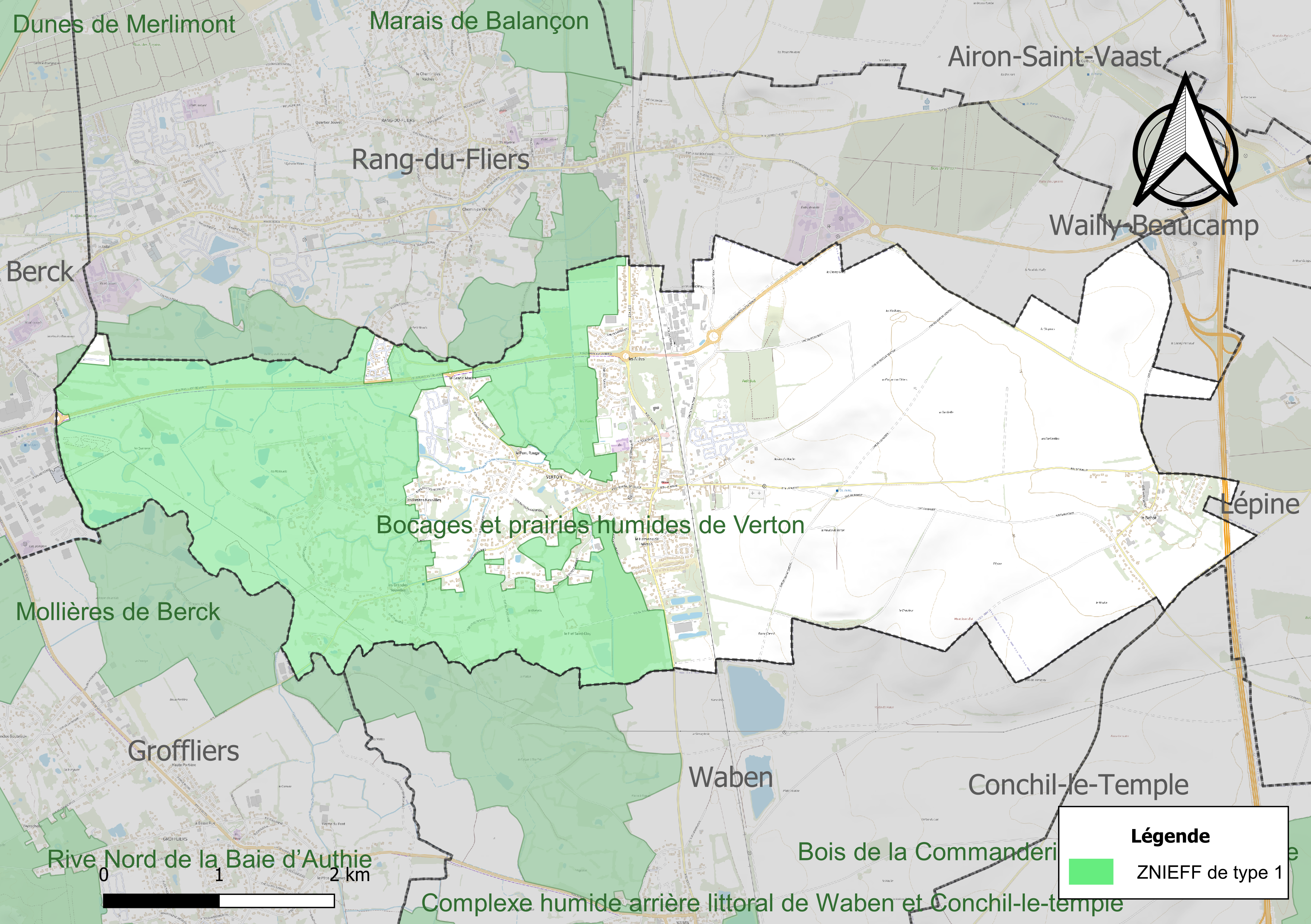
Carte de la ZNIEFF sur la commune.

## Urbanisme

### Typologie
Au 1er janvier 2024, Verton est catégorisée ceinture urbaine, selon la nouvelle grille communale de densité à sept niveaux définie par l'Insee en 2022.
Elle appartient à l'unité urbaine de Berck, une agglomération intra-départementale regroupant sept  communes, dont elle est une commune de la banlieue,,. Par ailleurs la commune fait partie de l'aire d'attraction de Berck, dont elle est une commune de la couronne,. Cette aire, qui regroupe 19 communes, est catégorisée dans les aires de moins de 50 000 habitants,.

### Occupation des sols
L'occupation des sols de la commune, telle qu'elle ressort de la base de données européenne d’occupation biophysique des sols Corine Land Cover (CLC), est marquée par l'importance des territoires agricoles (81,5 % en 2018), en diminution par rapport à 1990 (84,2 %). La répartition détaillée en 2018 est la suivante : 
terres arables (45,7 %), prairies (33,7 %), zones urbanisées (13,5 %), zones humides intérieures (2,5 %), forêts (2,4 %), zones agricoles hétérogènes (2,1 %). L'évolution de l’occupation des sols de la commune et de ses infrastructures peut être observée sur les différentes représentations cartographiques du territoire : la carte de Cassini (XVIIIe siècle), la carte d'état-major (1820-1866) et les cartes ou photos aériennes de l'IGN pour la période actuelle (1950 à aujourd'hui).

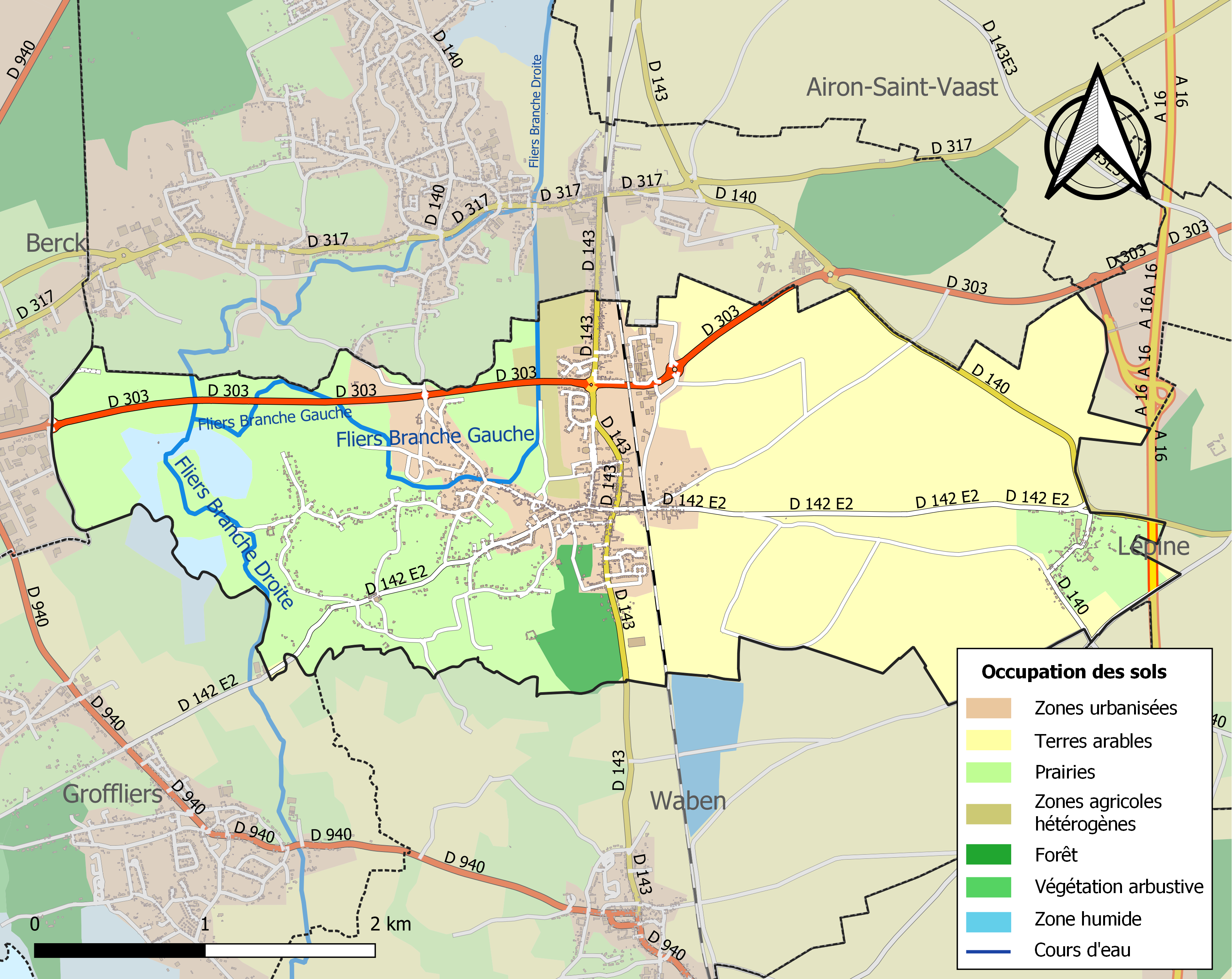
Carte des infrastructures et de l'occupation des sols de la commune en 2018 (CLC).

### Voies de communication et transports

#### Transport ferroviaire
La commune disposait d'une gare sur l'ancienne ligne de chemin de fer Aire-sur-la-Lys - Berck-Plage inaugurée en 1893 et fermée en 1955.

## Toponymie
Le nom de la localité est attesté sous les formes Vertunnum (856), Vertunum (877), Vertonnum (1042), Vertum (fin XIe siècle), Verton (1100), Verto (1219), Werton (1366), Verton-sur-la-Mer (1464), Verton-sur-Canche (1515).
Il s’agit d'une formation toponymique celtique (gaulois) vert- signifiant « bonne terre, bonne ville » ou de sens inconnu, sans qu'il soit possible d'exclure totalement un nom de personne gaulois *Vertus. Toujours est-il qu'un élément Vert- se rencontre dans de nombreux toponymes : Vertaizon (Puy-de-Dôme) ; Vertault (Côte-d'Or) ; Verteuil (Charente) ; Vertou (Loire-Atlantique), etc. Le second élément -unnum / -onnum > -on représente un suffixe gaulois.

## Histoire
La terre de Verton a été acquise par la fille de Philippe de Créqui de la châtellerie de Beaurain-sur-Canche. Son mariage avec Gilles de Soyecourt, grand-échanson de France, a transféré ces domaines vers la maison de Soyecourt. Cette famille a habité le château communal durant dix générations, de la fin du XIVe siècle à Charlotte de Soyecourt (fille de Charlotte de Mailly et de François III).
Selon une inscription autrefois visible sur le mur du chevet de l'église les troupes royales marchant au secours d'Étaples sont passées par la commune, sous la conduite du duc d'Epernon, le 11 janvier 1591.
Un hameau de la commune, celui du Rang-du-Fliers, est curieusement érigé en commune distincte par décret impérial, le 17 juillet 1870, deux jours avant la déclaration de guerre à la Prusse. Ce décret n'est jamais paru au journal officiel.
Verton est longtemps resté une commune rurale et littorale du Ponthieu.
Avec le développement du tourisme et d'autres activités sur la Côte d'Opale, facilités par le tortillard des voies ferrées d'intérêt local qui reliait Berck à Montreuil trois fois par jour, avec un arrêt en « gare de Verton-Rang-du-Fliers», Verton a connu, au milieu des années 1960, grâce à ses différents maires (dont Bertrand Akar et Joël Lemaire), un essor économique et démographique.
Si Verton peut passer aujourd'hui pour une commune résidentielle, elle possède néanmoins des atouts importants en matière de développement économique. À commencer par sa situation à l'entrée de la communauté de communes Opale Sud dont elle fait partie. Verton se situe à une minute de la gare du chemin de fer Paris-Calais, deux minutes d'un accès à l'A16.
Rien d'étonnant à ce que la communauté de communes pré-citée ait aujourd'hui acquis la plupart des terrains du Champ Gretz, une zone commune à Verton et Rang du Fliers pour y établir son nouveau poumon économique et d'habitat. Un futur ensemble d'infrastructures routières devrait voir très prochainement le jour.

## Politique et administration

### Découpage territorial
La commune se trouve dans l'arrondissement de Montreuil du département du Pas-de-Calais.

#### Commune et intercommunalités
La commune est membre de la communauté d'agglomération des Deux Baies en Montreuillois.

#### Circonscriptions administratives
La commune est rattachée au canton de Berck.

#### Circonscriptions électorales
Pour l'élection des députés, la commune fait partie de la quatrième circonscription du Pas-de-Calais.

### Élections municipales et communautaires

#### Liste des maires
| Période                                  | Période                   | Identité      | Étiquette     | Qualité                                                                             |
| ---------------------------------------- | ------------------------- | ------------- | ------------- | ----------------------------------------------------------------------------------- |
| Les données manquantes sont à compléter. |                           |               |               |                                                                                     |
| v. 1953                                  |                           | Émile Wallet  |               |                                                                                     |
| mars 1965                                | mars 1983                 | Bertrand Akar | Rad. puis MRG | Cadre de l'industrie                                                                |
| mars 1983                                | mars 1989                 | Jean Morel    |               | Agriculteur                                                                         |
| mars 1989                                | juin 1995                 | Bertrand Akar | MRG           | Cadre de l'industrie                                                                |
| juin 1995                                | mars 2001                 | Joël Lemaire  | DVG           | Instituteur                                                                         |
| mars 2001                                | mars 2008                 | Denis Féron   | DVD           | Ancien assistant parlementaire                                                      |
| mars 2008                                | En cours (au 23 mai 2020) | Joël Lemaire  | DVG           | Instituteur retraité Réélu pour le mandat 2014-2020 Réélu pour le mandat 2020-2026, |

## Équipements et services publics
→ Conseils pour la rédaction de cette section.

### Enseignement
La commune administre une école élémentaire.

## Population et société

### Démographie

#### Évolution démographique
L'évolution du nombre d'habitants est connue à travers les recensements de la population effectués dans la commune depuis 1793. Pour les communes de moins de 10 000 habitants, une enquête de recensement portant sur toute la population est réalisée tous les cinq ans, les populations de référence des années intermédiaires étant quant à elles estimées par interpolation ou extrapolation. Pour la commune, le premier recensement exhaustif entrant dans le cadre du nouveau dispositif a été réalisé en 2005.

En 2022, la commune comptait 2 557 habitants, en évolution de +6,19 % par rapport à 2016 (Pas-de-Calais : −0,72 %, France hors Mayotte : +2,11 %).
| 1793  | 1800  | 1806  | 1821  | 1831  | 1836  | 1841  | 1846  | 1851  |
| ----- | ----- | ----- | ----- | ----- | ----- | ----- | ----- | ----- |
| 1 035 | 1 140 | 1 103 | 1 450 | 1 408 | 1 509 | 1 580 | 1 606 | 1 646 |

| 1856  | 1861  | 1866  | 1872  | 1876  | 1881 | 1886 | 1891 | 1896 |
| ----- | ----- | ----- | ----- | ----- | ---- | ---- | ---- | ---- |
| 1 647 | 1 672 | 1 750 | 1 009 | 1 017 | 888  | 868  | 895  | 889  |

| 1901 | 1906 | 1911 | 1921 | 1926 | 1931 | 1936 | 1946 | 1954 |
| ---- | ---- | ---- | ---- | ---- | ---- | ---- | ---- | ---- |
| 826  | 896  | 902  | 884  | 854  | 840  | 911  | 802  | 795  |

| 1962 | 1968 | 1975 | 1982  | 1990  | 1999  | 2005  | 2006  | 2010  |
| ---- | ---- | ---- | ----- | ----- | ----- | ----- | ----- | ----- |
| 760  | 746  | 954  | 1 570 | 1 947 | 2 123 | 2 145 | 2 223 | 2 269 |

| 2015  | 2020  | 2022  | - | - | - | - | - | - |
| ----- | ----- | ----- | - | - | - | - | - | - |
| 2 375 | 2 510 | 2 557 | - | - | - | - | - | - |

#### Pyramide des âges
En 2018, le taux de personnes d'un âge inférieur à 30 ans s'élève à 31,1 %, soit en dessous de la moyenne départementale (36,7 %). À l'inverse, le taux de personnes d'âge supérieur à 60 ans est de 31,0 % la même année, alors qu'il est de 24,9 % au niveau départemental.
En 2018, la commune comptait 1 176 hommes pour 1 296 femmes, soit un taux de 52,43 % de femmes, légèrement supérieur au taux départemental (51,50 %).
Les pyramides des âges de la commune et du département s'établissent comme suit.
| Hommes | Classe d’âge | Femmes |
| ------ | ------------ | ------ |
| 0,5    | 90 ou +      | 0,8    |
| 4,0    | 75-89 ans    | 6,5    |
| 25,1   | 60-74 ans    | 25,0   |
| 20,3   | 45-59 ans    | 20,9   |
| 17,3   | 30-44 ans    | 17,3   |
| 14,2   | 15-29 ans    | 12,8   |
| 18,6   | 0-14 ans     | 16,7   |

| Hommes | Classe d’âge | Femmes |
| ------ | ------------ | ------ |
| 0,5    | 90 ou +      | 1,6    |
| 5,6    | 75-89 ans    | 8,9    |
| 16,7   | 60-74 ans    | 18,1   |
| 20,2   | 45-59 ans    | 19,2   |
| 18,9   | 30-44 ans    | 18,1   |
| 18,2   | 15-29 ans    | 16,2   |
| 19,9   | 0-14 ans     | 17,9   |

## Économie
→ Conseils pour la rédaction de cette section.

## Culture locale et patrimoine

### Lieux et monuments
Verton a conservé :
- plusieurs maisons picardes anciennes.
- une église du XIVe/XVe siècle[pas clair] dédiée à saint Michel, église à trois nefs dominées par une tour carrée surplombant le portail. Elle a autrefois servi de phare pour guider les marins jusqu'au port de Verton[37].
- une chapelle, plus récente, vers laquelle converge un pèlerinage rétabli en 1838.
- plusieurs sépultures remarquables, dans l'ancien cimetière attenant à l'église : celles des seigneurs de Verton, les de La Fontaine Solare, dont la commune a fait siennes les armoiries ; celle d'Émile Defosse, enfant du pays, conseiller municipal, homme de lettres qui, en 1899, publiait avec Léon Plancouard, un autre érudit picard, un très intéressant ouvrage sur Verton, une référence bien connue des historiens de la région intitulée Étude pour servir à l'histoire du Ponthieu, "Verton-Bourg" (Montreuil-sur-Mer, imprimerie Paul Lefort, 1899).
- la pierre tombale d'Émile Defosse a ceci de particulier qu'elle révèle une épitaphe curieuse, à la mode du XIXe siècle : « ci dort, au port, un mort, qu'à tort, le sort, a fort embarrassé, en lui donnant la vie ».
- Le monument aux morts[38].

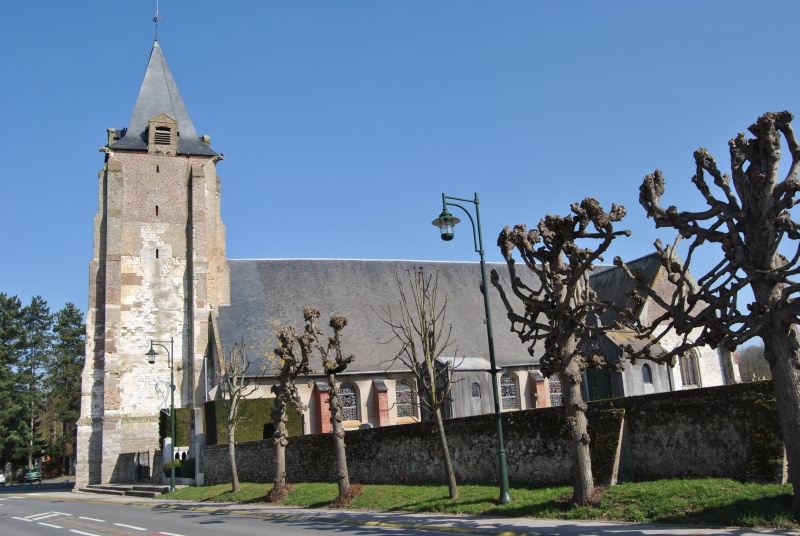
L'église
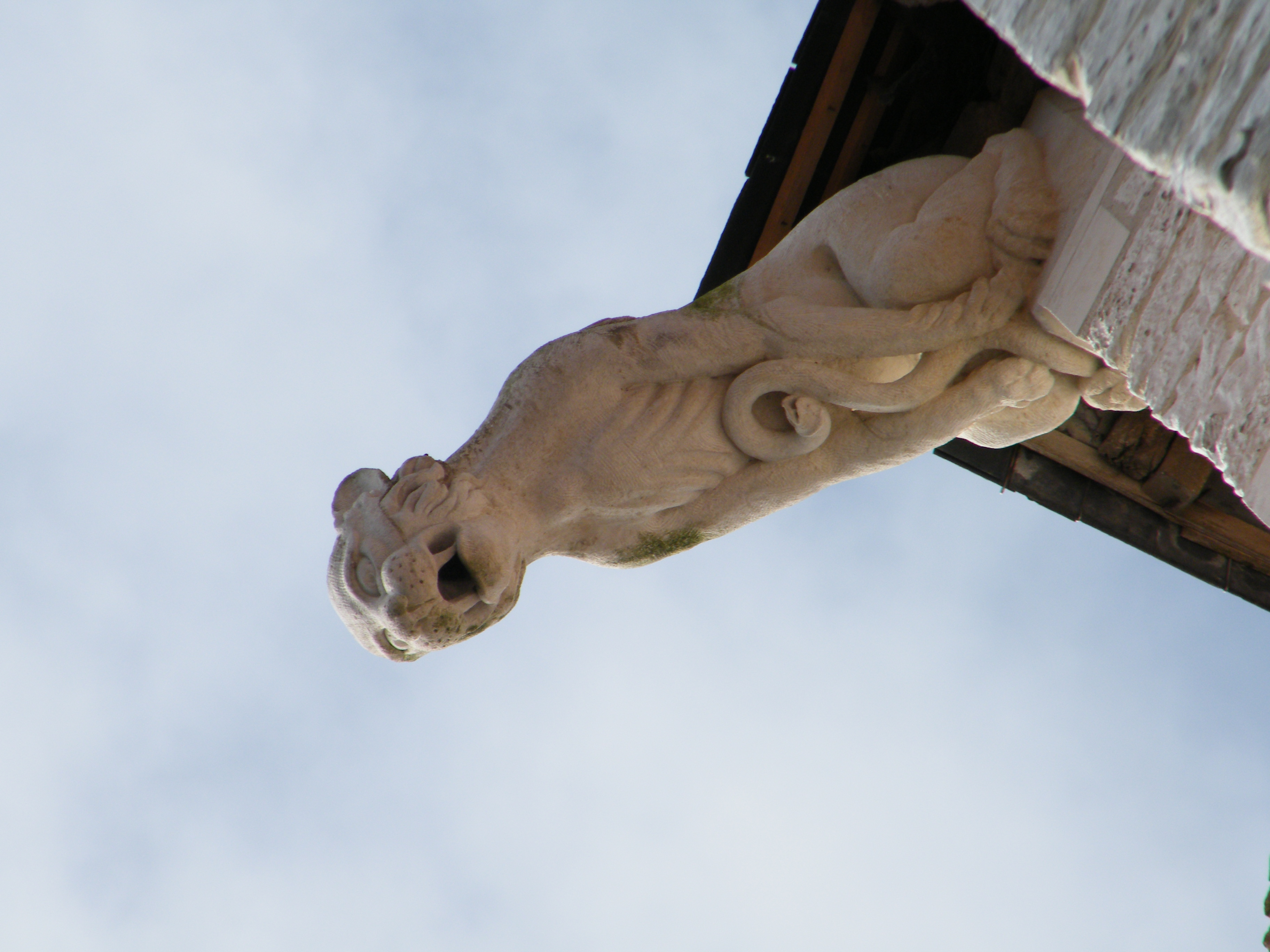
Gargouille du clocher.
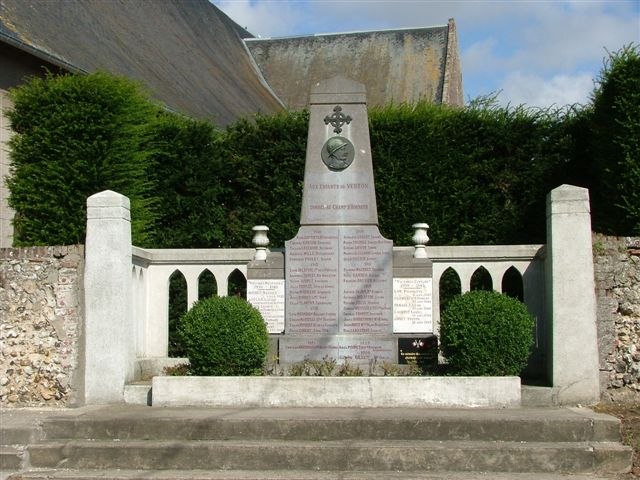
Le monument aux morts.
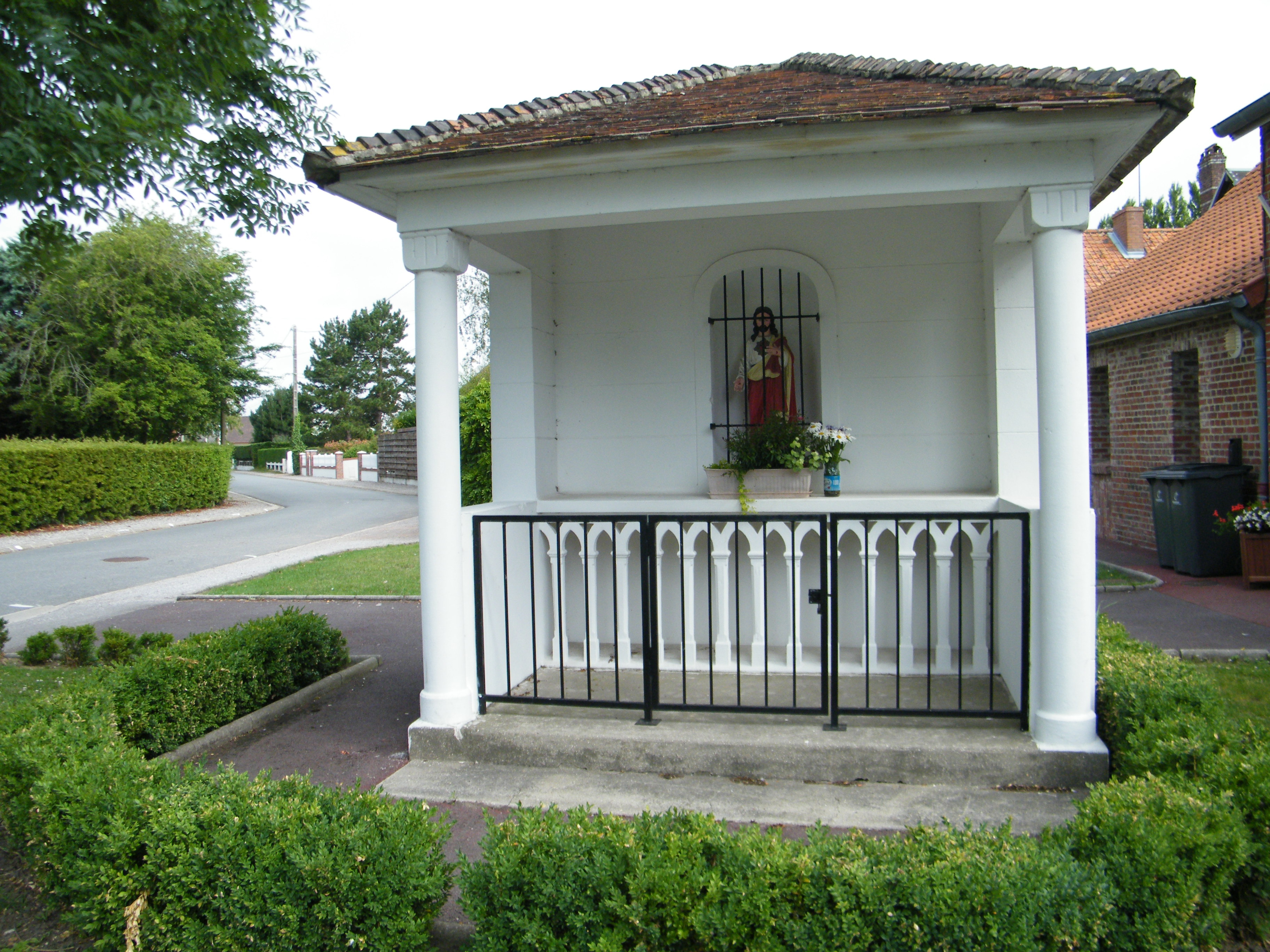
Chapelle près de la salle

#### Cartes postales anciennes

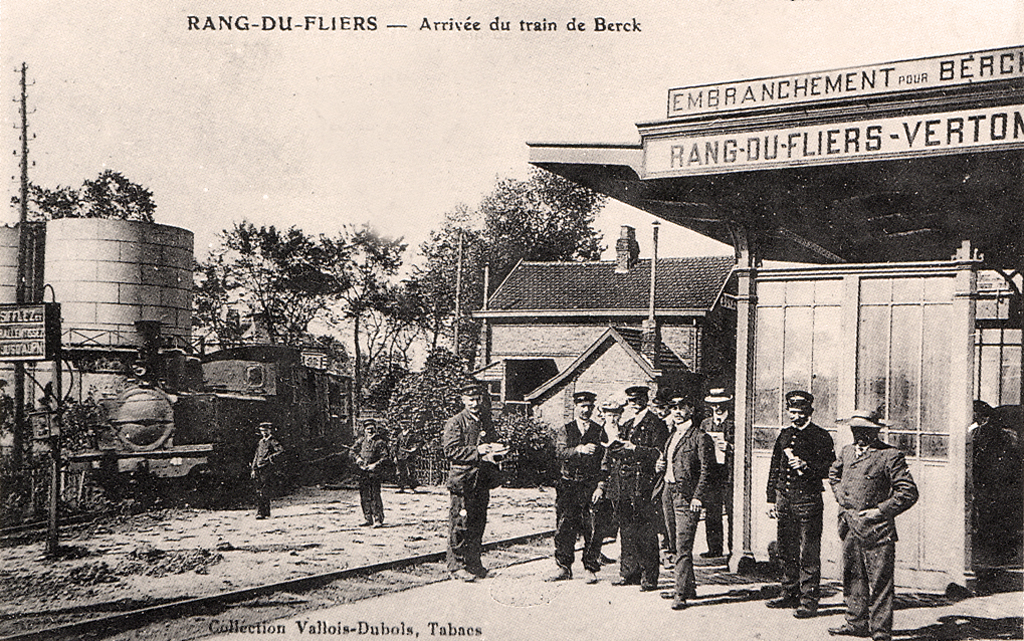
La gare commune à Verton et Rang-du-Fliers vers 1910.
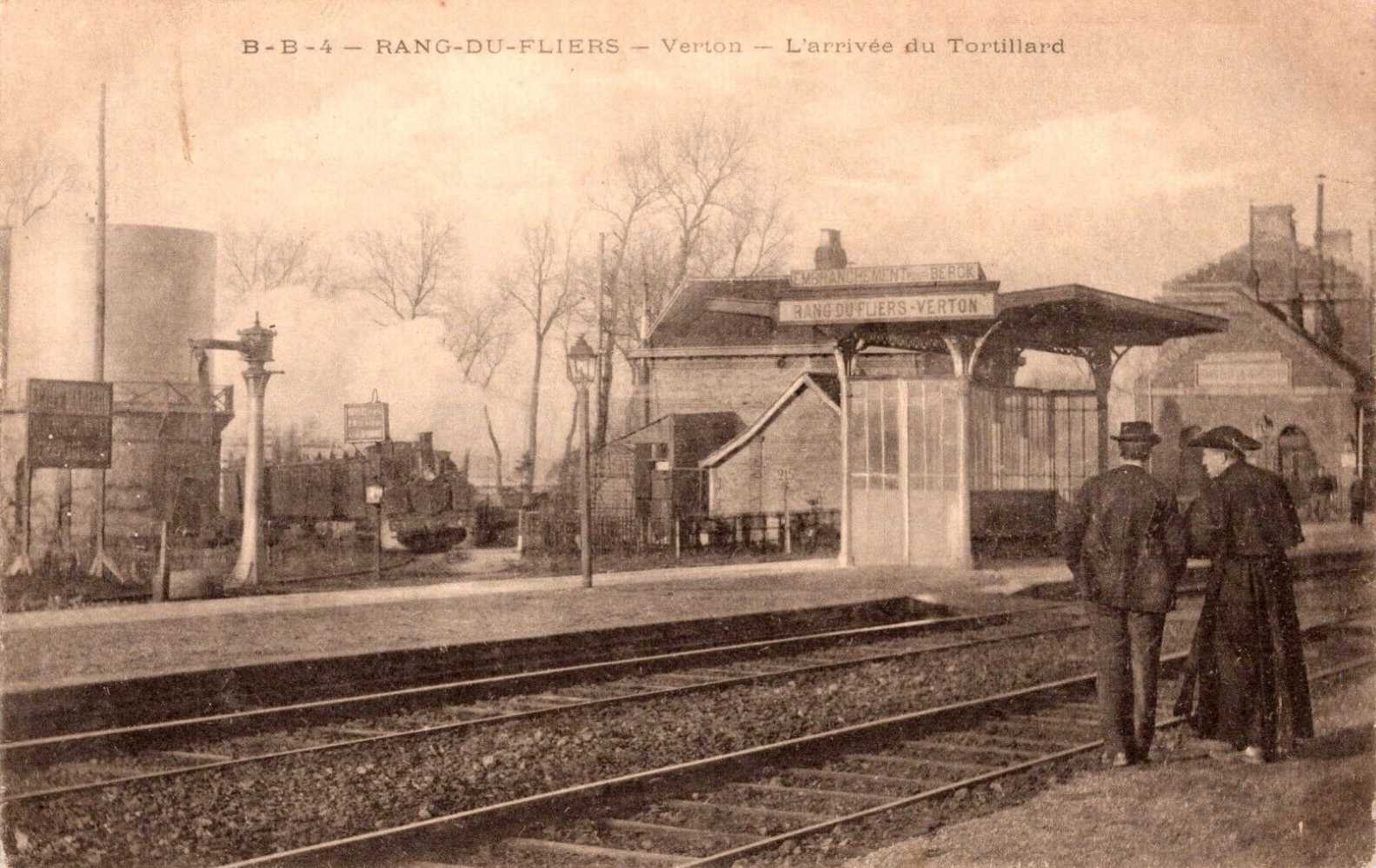
Arrivée d'un train dans la gare de Verton vers 1905.
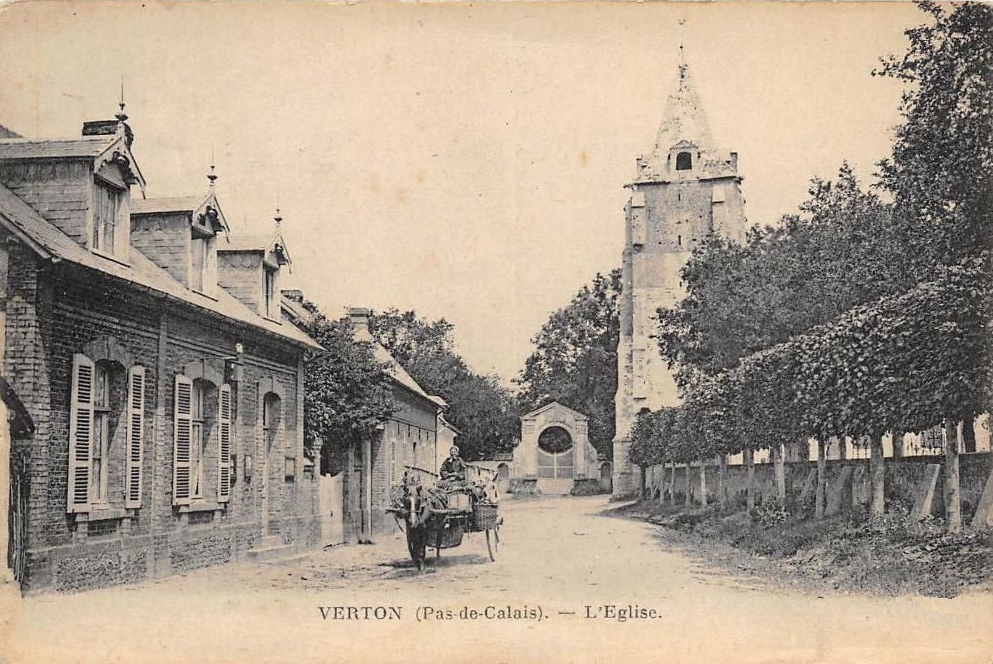
La rue de l'église vers 1910.
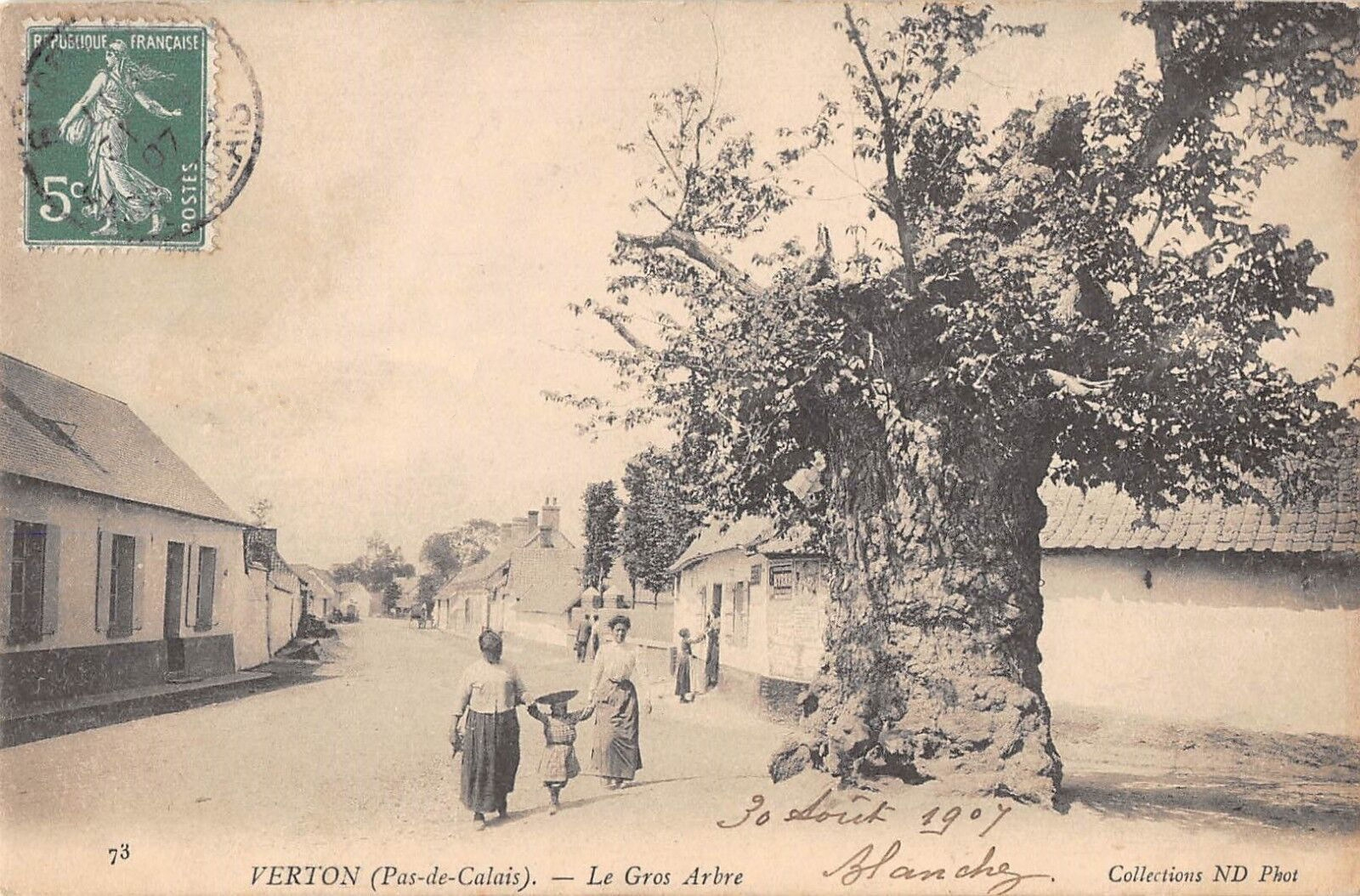
Le Gros Arbre en 1907.
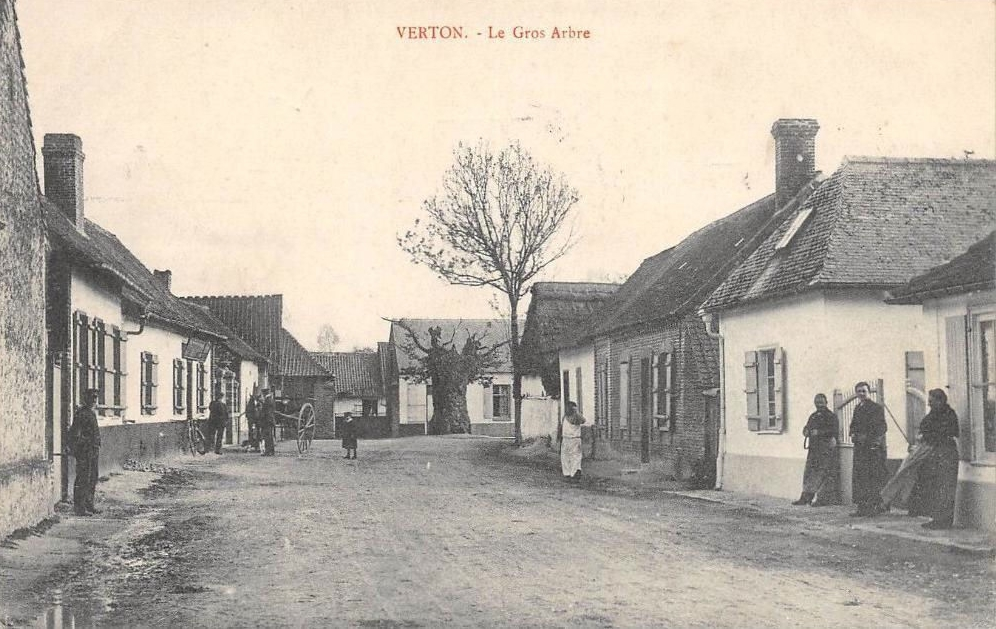
Vue du village vers 1910.
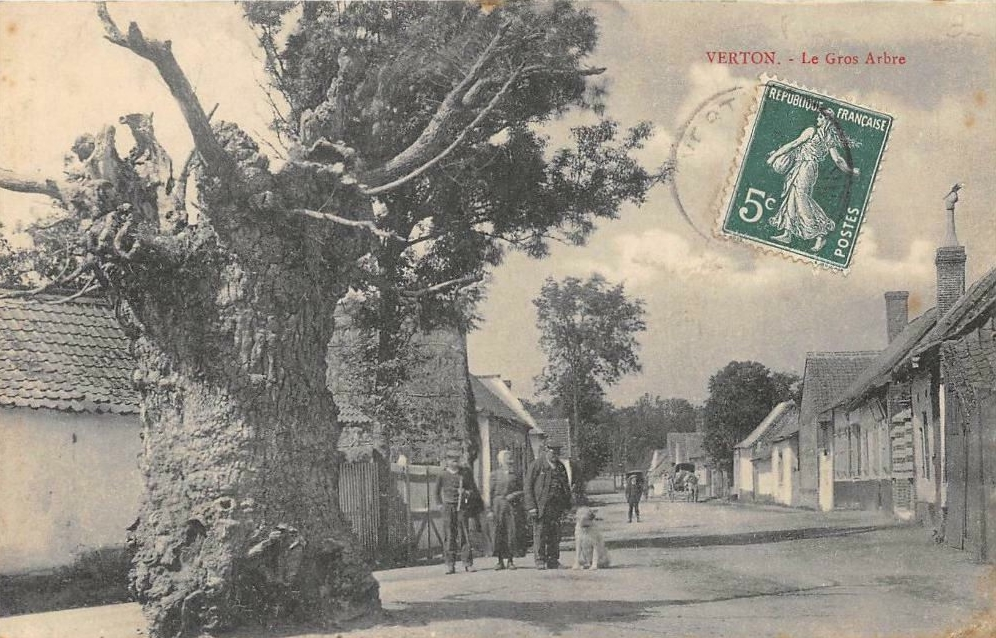
Le gros arbre.

### Personnalités liées à la commune
- Marie-Anne Duhamel (1797-1860), famille d'accueil, elle est à l'origine de la création de l'hôpital maritime de Berck, née dans la commune.
- Augustine Loudéac, née Labastrous (1876-1967), infirmière, première femme du Montreuillois à recevoir la Légion d'honneur en 1929 pour son action comme infirmière, né à Verton et morte à Paris[39].

### Héraldique
| Blason de Verton | Blason  | Bandé échiqueté d'or et de gueules et d'azur. Devise / CriTel fiert qui ne tue pas.                                                        |
| Blason de Verton | Détails | Armes de la famille De La Fontaine-Solare, seigneurs de la commune aux XVe et XVIe siècles. Adopté par la municipalité le 23 octobre 1995. |

## Pour approfondir